# Ringsaker
Ringsaker è un comune norvegese della contea di Innlandet.